# Megaselia chiloensis
Megaselia chiloensis är en tvåvingeart som beskrevs av Schmitz 1929. Megaselia chiloensis ingår i släktet Megaselia och familjen puckelflugor. Inga underarter finns listade i Catalogue of Life.